# بوليسك
بوليسك (بالروسية: Полесск) هي إحدى مدن روسيا في الكيان الفدرالي الروسي كالينينغراد أوبلاست.

## أعلام
- كولمار فرايهر فون در غولتس